# San Juan del Cesar
San Juan del Cesar è un comune della Colombia del dipartimento di La Guajira.
Il centro abitato venne fondato da Salvador Felix Arias Pereira nel 1701.